# Papa est mort
 (juillet 2025).
Pour plus de détails, voir Fiche technique et Distribution.
Papa est mort (Dad's Dead) est un film animé britannique de sept minutes écrit et dirigé par Chris Shepherd et sorti en 2002. Diffusé sur Channel 4 en 2003, le film est devenu culte.
Avec Ian Hart, Chris Freeney, Dave Kent

## Récompenses
2003
- Best Short Film
- Quantel Animation Award at Rushes Soho Shorts Festival
- Prix Metropolis à l'Isola del Cinema Festival de Rome
- Grand Prix au Cabbagetown Film & Video Festival de Toronto
- Fantoche International Animation Festival, Suisse
- Split International Festival of New Film, Croatie
- Best Independent Animation Award au FAN International Animation Festival, Norwich
- Best Animation Award au Kino International Film Festival, Manchester
- Best Professional Film Award au BAF! International Animation Festival, Bradford
- Prix spécial au DaKino Film Festival, Roumanie
- Troisième Prix à l'Animadrid, IV International Animation Festival, Espagne

2004
- nommé Best Animation Short, BAFTA Film Awards
- nommé Best Short Film at the British Animation Awards
- Meilleur film au Cutting Edge, British Animation Awards
- Carolina Film and Video Festival, USA
- Meilleur film au Pitcher and Piano Awards, Londres
- Ann Arbor Film Festival, USA
- Bermuda International Film Festival, USA
- Worldfest Houston International Film Festival, USA
- Los Angeles International Film Festival, USA